# ボグド・ハーン
ボグド・ハーン（モンゴル語：ᠪᠣᠭᠳᠠ

ᠬᠠᠭᠠᠨ　Богд хаан、Bogd Khan、1869年 - 1924年5月20日）は、モンゴルのハーン（皇帝、在位1911年 - 1919年、1921年 - 1924年）。モンゴル最後の君主。本名、ガワンロサン・チューキニマ・テンジンワンチュク。化身ラマとしての名跡はジェプツンダンバ・ホトクト8世。チベット人。

## 生涯

### 出生
ロシアの代表的モンゴル学者ポズドネエフによれば、1870年初めに出生したとされる。しかしチベット語で著された早い時期の伝記によれば、1869年の旧暦8月にチベットのラサの近くで生まれたという記述がある。

### 化身ラマ
ジェプツンダンバ・ホトクトという化身ラマの名跡は、17世紀にモンゴルの王子ザナバザルが、チョナン派の学者ターラナータの転生者として認定され、その後ゲルク派に改宗したことにより始まる。歴代ジェプツンダンバ・ホトクトはモンゴルを拠点に活動し続けた。また、3世以降の転生者はチベット人から選ばれた。
1874年、ガワンロサン・チューキニマ・テンジンワンチュクはダライ・ラマ12世によって「ジェブツンダンバ・ホトグト8世」として認定され、1875年末に家族と一緒にイフ・フレーに到着した。
1890年、郡王ドルジパラムと対立した際、清朝皇帝はジェプツンダンバを支持し、郡王はその爵位を剥奪された。その後、ジェブツンダンバの請願によってドルジパラムは爵位を取り戻した。この事件以降、すべての王侯たちは彼の指示に従うようになった、とされる。

### モンゴル独立
外モンゴルが大モンゴル国（モンゴル語: Их Монгол улс）となって清朝から独立宣言した際、ジェプツンダンバ・ホトクト8世は外モンゴルの諸侯に推戴されて神権政治を敷き、1911年12月29日に即位した。首相には王公の一人トグス・オチリン・ナムナンスレンを任じた。従来「ボグド・ゲゲーン（お聖人さま）」と呼ばれていた8世は、以後「ボグド・ハーン（聖なる皇帝）」とよばれるようになった。1912年には内モンゴルの諸侯も帰服したため、南部境域安撫大臣を設け、1913年1月には内モンゴルに軍隊を派遣して帝政ロシアの要請で撤退するまでは内外モンゴルの統一を画策した。
1917年の十月革命で後ろ盾だった帝政ロシアが崩壊してからはナムナンスレンを赤軍と接触させて協力を仰ぐも失敗した。そして1919年に中華民国（北京政府）軍がモンゴルを占領するとボグド・ハーンは退位させられ、自宅軟禁下に置かれた。
しかし、1921年にウンゲルン男爵の軍がフレーを奪取する直前、ボグド・ハーンは自由の身となり復位した。ウンゲルン男爵の暴虐で人心が離反し、同年4月にボグド・ハーンも北京に支援を要請したところ、赤軍やモンゴル人民党、ブリヤート人革命家らに指導された革命が起こり、1924年に死去するまで、立憲君主制の下で帝位にあることを許された。ボグド・ハーンの死後、共産主義政権はもはや活仏の転生を認めず、モンゴル人民共和国の建国を宣言した。

## 転生問題
ジェプツンダンパ8世の転生問題について、人民革命党政権は「従来からのボグド・ハーンにまつわる伝承」を用いて、「第八代をもってこのホトクトは転生を終わる」と説明し、政府として後継者を捜索・認定しないのみならず、信者や教団による捜索・認定も禁止しようとした。
しかしながらモンゴル国内の信者たちや、チベットで独自に転生者を探す動きが見られた。モンゴル国内では、1926年にジェプツンダンパ8世の元側近ヨンドンがボグド・ハン・オール・アイマクのノヨン・オール・ホショーの一婦人ツェンドジャブの子息を8世の転生者として擁立しようとした。モンゴルの人民革命党政権は、モンゴル国内におけるこの種の動きは阻止できたが、チベットのガンデンポタン摂政政府による認定（1939年）は阻止できなかった。この時、認定されたジャンペルナムドゥル・チューキゲンツェン（1932年 - 2012年）については、モンゴル国で社会主義一党独裁体制が崩壊したのちの1990年、当時のオチルバト大統領からの照会に対し、チベット亡命政府のダライ・ラマ14世が改めてジェプツンダンパ9世としての認定を行った。晩年はモンゴル国籍を取得し、モンゴルとインドを行き来していたが、2012年3月1日に遷化した。

## 私生活と宮殿

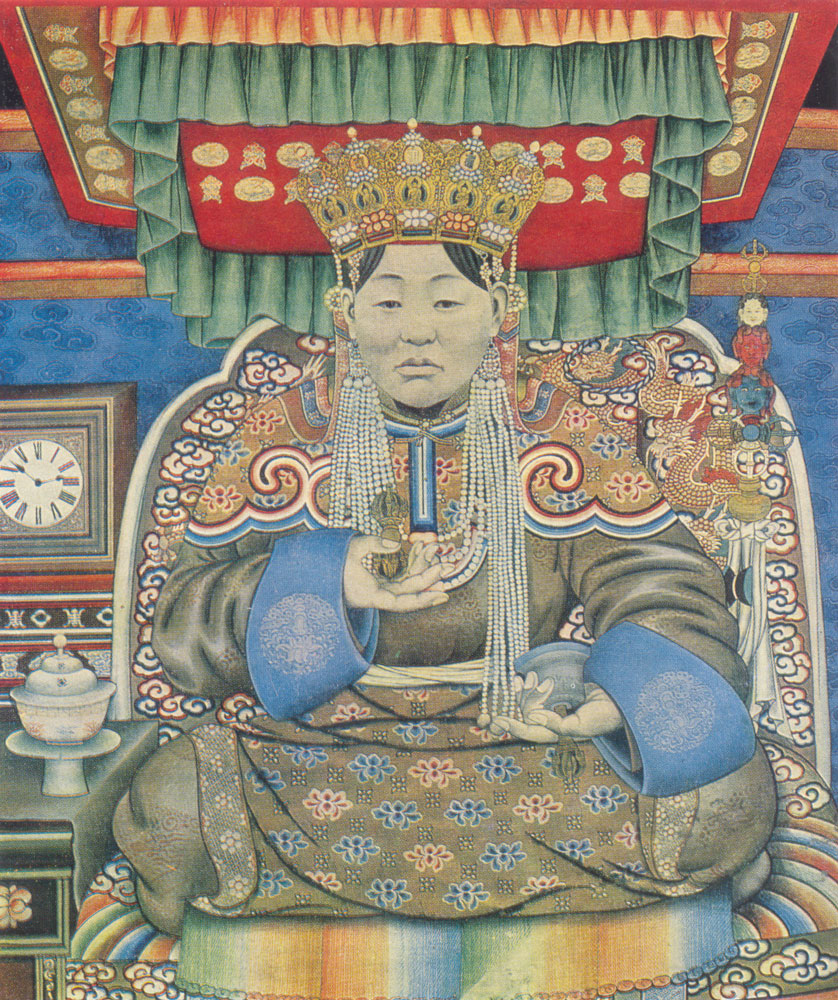
テンジン・ドンドグラム

ジェプツンダンバ・ホトクト8世は僧侶にもかかわらず、テンジン・ドンドグラムという名の、エヘ・ダギナ（荼枳尼天母）として知られていた妻を娶っていた。彼女は1923年に死去した。
テンジン・ドンドグラム王妃の死後、ゲネピルという名の北方出身の女性が王妃の座に選ばれるが、一年も経たずして1924年、ジェプツンダンバ・ホトクト8世が逝去する。その後、ゲネピルは実家に戻り生活するが、モンゴル人民共和国のスターリン派による粛清により1938年に処刑されることになる。
ボグド・ハーンの夏の宮殿跡地には政府宮殿が建っている。冬の離宮は保存され、今はウランバートルの観光名所となっている。

## 年号
- 共戴 : 1911年 - 1924年

## 発言
ジェプツンダンバ・ホトクト8世からすれば、乾燥した大地に種をまいて、草原を砂漠に変えてしまう中国人はまさに生態の破壊者であり、自らの故郷を守り、不倶戴天の敵を追放するプロセスのなかで、草原に侵入してきた中国人を指して、以下のような命令を出した。